# $pringfield (Or, How I Learned to Stop Worrying and Love Legalized Gambling)
"$pringfield (Or, How I Learned to Stop Worrying and Love Legalized Gambling)", även känt som "$pringfield", är avsnitt tio från säsong 5 av Simpsons och sändes på Fox i USA den 16 december 1993.  I avsnittet bestämmer sig Springfield för att legalisera hasardspel för att bättra på stadens ekonomi. Mr. Burns får uppdraget att öppna stadens första kasino och Homer börjar jobba som dealer. Marge får spelberoende, Bart öppnar sitt eget kasino, och Burns får rädsla för bakterier. Avsnittet skrevs av Bill Oakley och Josh Weinstein, och regisserades av Wes Archer. Gerry Cooney och Robert Goulet gästspelar som sig själv, även Phil Hartman medverkar. Avsnittet har flera referenser till populärkulturen som Dr. Strangelove eller: Hur jag slutade ängslas och lärde mig älska bomben, Trollkarlen från Oz, Rain Man och 2001 – Ett rymdäventyr. Sedan avsnittet sändes har de fått mest positiva recensioner från TV-kritikerna och var det mest sedda på Fox under veckan det sändes.

## Handling
Ekonomin i Springfield har blivit dålig och borgmästare Quimby tar emot förslag från medborgarna om hur den kan förbättras. Rektor Skinner föreslår att de legaliserar hasardspel vilket hjälpt andra städer och även kan förbättra utbildningsbudgeten. Förslaget att legaliserar hasardspel gillas av alla i Springfield även av ofta annars skeptiska Marge. Mr Burns får avtalet att bygga stadens första kasino, där Homer börjar jobba som dealer. Homer är ingen bra dealer och han är populär bland spelarna då han alltid förlorar. Marge besöker Homer på kasinot och hittar där ett mynt på marken som hon stoppar in i en enarmad bandit. Marge vinner och fortsätter spela. Bart försöker spela på kasinot men är för ung så han öppnar ett eget för barnen i sin trädkoja och lyckas få Robert Goulet uppträda som underhållare. Goulet var inbokat på Burns casino men Bart tog honom till sitt istället. Burns har blivit rikare men fått rädsla för mikroskopiska bakterier.
Lisas skola ska ha en maskerad och Marge lovar henne att göra en kostym föreställande Florida till den. Men Marge tillbringar numera så mycket tid på kasinot så hon glömmer bort den. Homer försöker hjälpa Lisa med kostymen men den blir ful, han inser då att Marge är fången i spelmissbruk och åker till kasinot där han börjar förstöra inredningen då han letar efter henne. Burns ser på videokamerorna då Homer förstör inredningen och han inser att han saknar sitt gamla kärnkraftverk. Homer hittar Marge och hon inser vad hon gjort, hon har glömt familjen och spelat för mycket. Lisa är under tiden på skolmaskeraden där hon med Ralph vinner varsitt pris för bästa självtillverkade kostym. Homer och Marge går hem där Homer skämtar om vad hans dumheter är mot hennes spelberoende.

## Produktion
Avsnittet skrevs av Bill Oakley och Josh Weinstein, och regisserad av Wes Archer. Idén till avsnittet kom från en tidningsartikel som Oakley och Weinstein hittade om en stad i Mississippi som skulle ha hasardspel. Oakley ville gör avsnittet eftersom de inte gjort så många som handlar om händelser i staden. De lade in så många scener som möjligt om hur själviska och dyster invånarna i staden är. Oakley gillade mest animeringen av ljuset inne i kasinot från spelautomater och lamporna i taket. Det sätt de ger ljus förvånar honom alltid. Archer, som regisserade avsnittet gillar ljussättningen som var svår att göra eftersom den ritas för hand. En scen med James Bond besöker kasinot men Homer förstör hans plan skrevs in men klipptes bort. Den scenen visades senare i "The Simpsons 138th Episode Spectacular".
Det fanns planer på att ha en handling om Planet Hollywood efter att Matt Groening hade hört att  Arnold Schwarzenegger, Bruce Willis och Sylvester Stallone ville medverka i serien och ett manus skrevs men ersattes av okänd anledning till Lisas maskerad.
Gerry Cooney och Robert Goulet medverkar som sig själva och de tillfrågades efter att idén om Planet Hollywood togs bort. David Mirkin regisserade Goulet. Oakley gillade att Goulet ville skämta om sig själv i avsnittet vilket få ville vid femte säsongen. I avsnittet medverkar Gunter och Ernst som har en tigershow, de är en parodi på Siegfried och Roy. Deras tiger heter Anastasia och den börjar attackera sina två skötare. Idén att tigern skulle attackera dem lades in för samma hände Roy Horn en gång. Mirkin har försvarat scenen med att detta händer alla tigerägare. Rich Texan medverkar för första gången i avsnittet, i denna som senator.

## Kulturella referenser
Titeln är en referens till filmen Dr. Strangelove eller: Hur jag slutade ängslas och lärde mig älska bomben. Burns säng är en referens till David Bowman i 2001 – Ett rymdäventyr. Henry Kissinger medverkar i avsnittet, hans medverkar inte som sig själv.
Charlie och Raymond Babbitt från Rain Man är två av besökarna på kasinot. Homer blir i avsnittet imponerad av korträkningen som Raymond får men han får då ett anfall vilket även Homer får. Krustys kasinoshow är en referens till For Adults Only av Bill Cosby, som spelades in på en kasino vid midnatt. Marge påminner Homer att hans livslånga dröm var att bli en av de tävlande på The Gong Show vilket han även var.
Att Burns blir paranoid av bakterier och renlighet, och hans vägran att lämna sitt sovrum när kasinot öppnar är en referens till Howard Hughes. Modellplanet i trä som Burns har i avsnittet är en modell av "Hughes H-4 Hercules". Homer gör en parodi på Pythagoras sats scenen av fågelskrämman från Trollkarlen från Oz när han testar ett par glasögon som han hittar. Homer säger den korrekta för en rätvinklig triangel.

## Mottagande
Avsnittet hamnade på plats 35 under veckan som mest sedda program i USA med en Nielsen ratings på 11.7 vilket ger 11 miljoner hushåll. Avsnittet var det mest sedda på Fox under veckan. Hos DVD Movie Guide har Colin Jacobson sagt att avsnittet är utmärkt och innehåller förvånansvärt många samtidiga händelser. Homer arbetar i kasinot och försöker ta hand om familjen utan Marge. Den har en bra balans och ger många skratt. Adam Suraf från Dunkirkma.net kallar avsnittet för den tredje bästa från säsongen och gillar dess kulturella referenser. Författarna till boken I Can't Believe It's a Bigger and Better Updated Unofficial Simpsons Guid, Warren Martyn och Adrian Wood har sagt att avsnittet är annorlunda då Marge inte protesterar mot idén och man får se att Homer har ett ganska uselt fotografiskt minne och Mr. Burns förvandling till tokig är jättekul.
Patrick Bromley på DVD Verdict har gett avsnittet betyget A. Bill Gibron på DVD Talk gav avsnittet betyg 4 av 5. Avsnittet är det elfte bästa avsnittet enligt Sarah Culp från The Quindecim, och en av Les Winan of Box Office Prophets favoritavsnitt. En scen från avsnittet där Burns för besök av Henry Kissinger finns med i dokumentären The Trials of Henry Kissinger.